# Oreocharis arfaki
El picabayas de las Arfak (Oreocharis arfaki) es una especie de ave paseriforme de la familia Paramythiidae endémica de Nueva Guinea. Es la única especie del género Oreocharis.

## Descripción
Es un pájaro pequeño y rechoncho, que mide entre 12 y 14 cm, con el cuello y la cola relativamente cortos. Presenta un gran dimorfismo sexual en el color de su plumaje. Ambos sexos tienen las partes superiores de color verde y la cola azul grisácea. Los machos tienen las partes inferiores de color amarillo intenso, mientras que las hembras las tienen de color blanquecino azulado. Los machos tienen la cabeza, garganta y parte superior del pecho negros, excepto las coberteras auriculares que también son amarillas, mientras que las hembras tienen la cabeza verde y las auriculares azuladas. Ambos sexos presentan plumas de vuelo negras con manchas amarillas en el caso de los machos y blanquecinas en el caso de las hembras. Su pico es negruzco y puntiagudo y sus patas son grisáceas.

## Distribución y hábitat
Se encuentra en los bosques de montaña de la cordillera Central de la isla de Nueva Guinea, tanto en la parte perteneciente a Indonesia como en la de Papúa Nueva Guinea.